# Chloroclystis pyrrholopha
Chloroclystis pyrrholopha là một loài bướm đêm trong họ Geometridae.